# 天津图书馆外立面改造事件
天津图书馆外立面改造事件，是中華人民共和國天津市文化中心新天津图书馆在未征得日本建築設計師山本理显的同意下更改建築外立面的事件，引起建築師本人的憤怒。华裔日籍建筑评论者方振宁在博客和微博中揭露了这一事件内幕。方振宁指出，相关责任人为天津市市长黄兴国、天津市主管规划与城乡建设的副市长熊建平和天津市城乡建设和交通委员会主任窦华港等。
而此前，熊建平也曾因个人好恶而下令拆除天津机场雕塑“飞翔”，并引起中央电视台等媒体的批评。

## 事件经过
位于天津文化中心的新天津图书馆由日本山本理显设计工场与天津市城市规划设计研究院建筑分院联合设计中标。在建筑基本完工时的一次领导视察过程中，天津市有关领导表示建筑的悬挂式外立面有一种没完工的感觉，下令整改将悬挂式的外立面的缝隙堵住，改为紧贴墙体的外立面。而这一过程，是在并未经的建筑设计师山本理显同意的情况下擅自决定的，违背了设计师最初的创意设计。据方振寧爆料，相关责任人为天津市市长黄兴国、主管建设的天津市副市长熊建平等。山本理显在得知此事后表示愤怒，并说这是在他的建筑生涯中这是第一次遇到，是对建筑师极大的不尊重。

## 媒体报道与封锁
事发之后，华裔日籍建筑评论者博客文章《山本理显对天津市领导下令私自改变天津图书馆的立面表示愤怒》被新浪网无端删除。但是，这一事件被筑龙网等建筑网站不点名报道。同时，也被凤凰网、中国日报网等媒体转发。天津市政府方面，对此事未有回应。